# Wilde kamperfoelie
De wilde kamperfoelie (Lonicera periclymenum) is een in West-Europa algemeen voorkomende, overblijvende, bladverliezende liaan uit de kamperfoeliefamilie (Caprifoliaceae).
De kruipende of rechtswindende, houtige stengels kunnen 2–10 m lang worden. De plant klimt in bomen, maar parasiteert er niet op. Wel benadeelt de plant mogelijk de drager, doordat die het gewicht moet dragen en minder bladruimte en licht heeft.
De 4–6 cm lange en 2–5 cm brede, gaafrandige, groene bladeren zijn spits-eirond.
De roomwitte, 3–5 cm grote bloemen zijn in eindstandige trossen gegroepeerd, tweelippig, later wordt de kleur iets donkerder en neigt naar geel. De bloemen hebben een aangename geur. De bloeiperiode is van juni tot september. De rode vruchten zijn enigszins giftig.

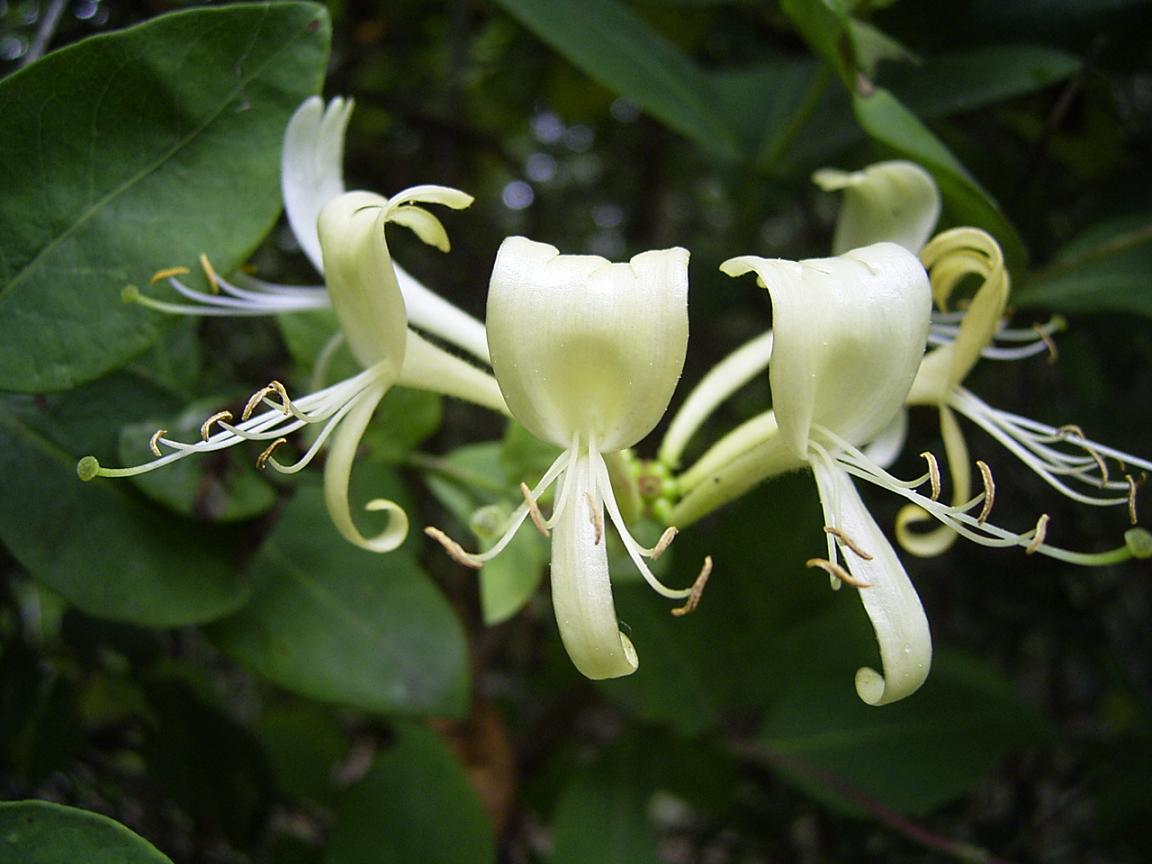
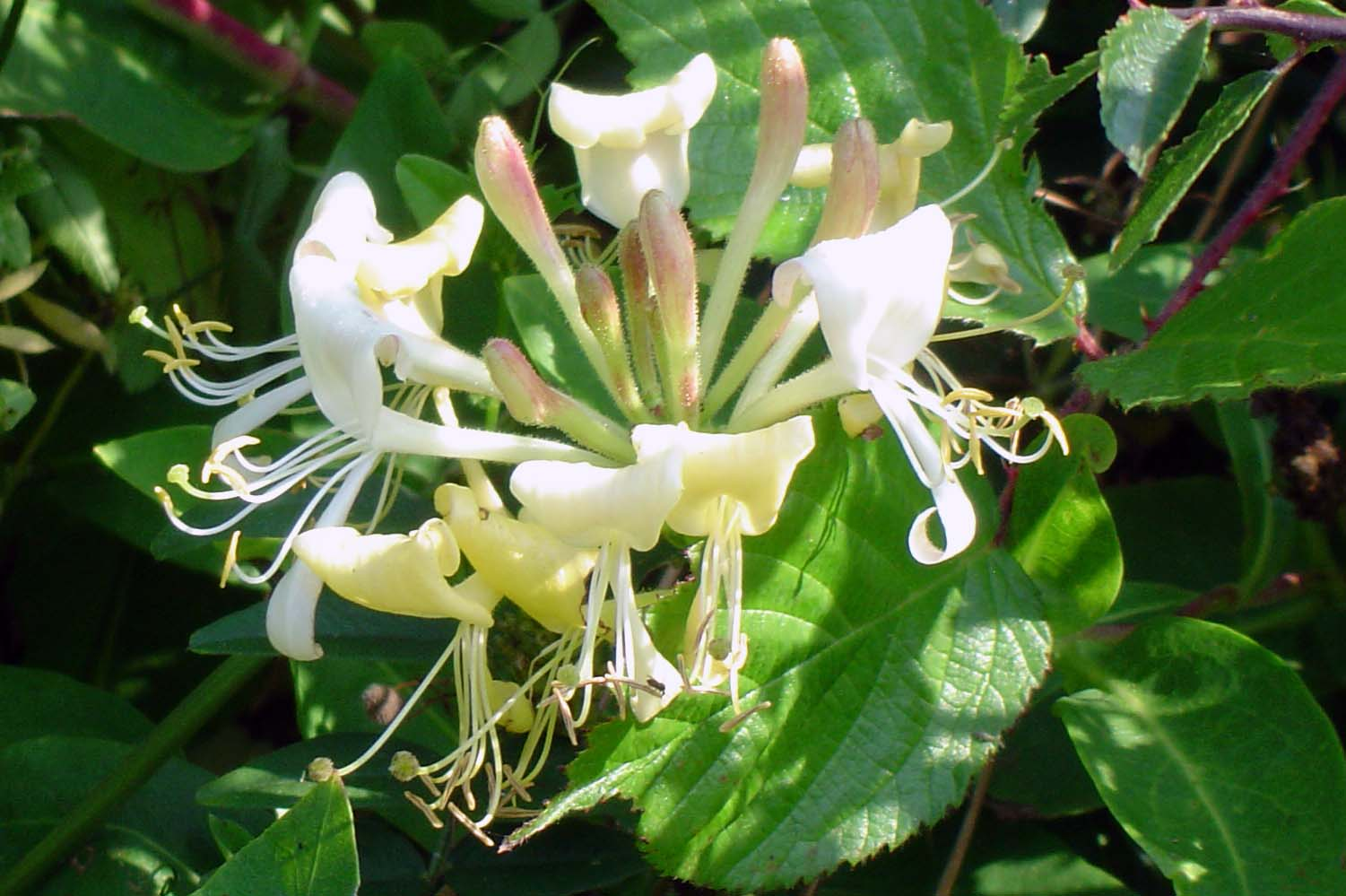

Men kan de plant aantreffen in bossen, met name op lichte of halflichte plaatsen, en in heggen, in kreupelhout en in de duinen.
Het verspreidingsgebied strekt zich uit van Zuid-Scandinavië, via Denemarken, Duitsland, de Benelux, Groot-Brittannië tot in Frankrijk. De plant is ingevoerd in Noord-Amerika.

## Plantengemeenschap
De wilde kamperfoelie is een kensoort voor het onderverbond Circaeo-Alnenion van het verbond van els en gewone vogelkers (Alno-padion).

## Gebruik
In de tijd van het Romeinse Rijk werd de plant gebruikt bij borstkwalen en urineweginfecties.